# Ernestine Zoref
Ernestine Zoref, geborene Zenker (* 23. Mai 1896 in Wien; † 30. Juni/1. Juli 1934 im KZ Dachau), war ein Opfer des Röhm-Putsches im Frühsommer 1934 und die erste Frau, die als Häftling nach Dachau kam.

## Leben
Zoref war seit den 1920er Jahren die Lebensgefährtin des baltischen Schriftstellers Paul Edmund von Hahn. Über ihren Werdegang und ihre Persönlichkeit ist nur wenig überliefert. Der Kriminalkommissar Joseph Schreieder, der sie 1933 vernahm, erinnerte sich an sie nach dem Zweiten Weltkrieg als einen „feinen, gebildeten Menschen“, während ihre Vermieterin im Jahr 1934 sie später als eine „vornehme“ Person beschrieb.
Nach der Machtergreifung der Nationalsozialisten im Jahr 1933 wurde Hahn als Vertrauensmann der SS-Führung zweiter Direktor der Münchener Neuesten Nachrichten, der größten Tageszeitung in München. Nachdem Hahn mehrere Monate mit Heinrich Himmler und Reinhard Heydrich zusammengearbeitet hatte, wurde er im Sommer 1933 der Spionage für die Sowjetunion verdächtigt und deshalb verhaftet, gemeinsam mit seiner Lebensgefährtin Zoref. Beide kamen zunächst ins Gefängnis Stadelheim. Hahn wurde später ins KZ Dachau verlegt.
Nachdem Hahn angeblich am 26. März 1934 aus Dachau entlassen wurde, soll er sich ins Ausland abgesetzt haben. Zoref, die der Mitwisserschaft verdächtigt wurde, wurde daraufhin am 20. April 1934 von Stadelheim nach Dachau überführt. Nach gegenwärtigem Forschungsstand war sie damit die erste Gefangene in Dachau.
Am 12. Mai 1934 wurde Zoref zunächst wieder aus der Haft entlassen. Sieben Wochen später, am 30. Juni 1934, wurde sie jedoch im Rahmen des Röhm-Putsches erneut festgenommen. Am Abend des 30. Juni 1934 wurde sie von mehreren SS-Leuten aus der Pension der Familie Vesar (Pension Vesar) in der Maximilianstraße 12 in München, wo sie zu dieser Zeit lebte, geholt und zum zweiten Mal ins KZ Dachau gebracht. Dort wurde sie nach ihrem Eintreffen kurzzeitig im Geschäftszimmer des Kommandanturgebäudes vernommen und anschließend zum Arrestgebäude des Lagers geführt. Am Eingang zum Arrestbereich wurde sie dem Arrestaufseher Kantschuster übergeben und direkt nach dem Betreten des umzäunten Vorhofes zum Arrest erschossen. Überlebende Wachleute aus Dachau berichteten in Vernehmungen nach 1945, dass in den Tagen nach Zorefs Tod allgemein im Lager davon gesprochen wurde, sie sei vom Arrestaufseher Johann Kantschuster erschossen worden.
Der SS-Wachmann Hans Steinbrenner gab 1949 an, vom Hörensagen zu wissen, dass der Lageradjutant Benz Zoref im Arrest habe erschießen lassen und ergänzte in einer späteren Aussage, dass er in den Tagen nach der Erschießung Zorefs gehört hätte, „dass diese Frau im Kommandanturarrest von Kantschuster erschossen worden ist.“
Der Häftling Josef Eckstein, der das Geschehen miterlebte, beschrieb dieses später folgendermaßen:
„Gegen 11 Uhr brachte ein Auto wieder vier Mann und eine Frau. Sie wurden bis zu der Brücke vom Kanal, der durchs Lager fließt, gefahren. Hier mussten sie aussteigen und wurden gleich von SS-Posten in Empfang genommen. Der Stellvertretende Lagerkommandant Lippert von Schönwald gab dem Kompanieführer Dammbach ein Zeichen auf die Erde zu. Nun wurden die 5 Opfer, wo früher die Lagerwache war, vorbeigeführt und vor dem Wald von Hinten erschossen. […] Die Frau umringte in ihrer Todesangst einen SS-Mann, der sie aber beiseite stieß und niederknallte.“
Zoref war damit eine von mindestens 90 Personen und – neben Elisabeth von Schleicher und der Hirschbergerin Jeanette Zweig, Ehefrau von Alexander Zweig – eine von drei Frauen, die während der Röhm-Affäre gleichzeitig mit ihren Ehemännern ermordet wurden.